# Hans Stever
Hans Stever, vollständiger Name Heinrich Curt Adelbert Hans Stever (* 3. August 1853 in Potsdam; † 1925 in Hannover) war ein deutscher Architekt und preußischer Baubeamter.

## Leben
Nach dem Besuch des Pädagogiums zu Putbus machte er 1774 Abitur an der Friedrichs-Werderschen Gewerbeschule in Berlin.  Anschließend studierte er an der Berliner Bauakademie und wurde 1881 als Bauführer bei der Ministerial-Baukommission vereidigt. 1884 wurde er zum Regierungs-Baumeister ernannt und heiratete 1886 Eugenie Stursberg (1866–1930). 1892 wurde er in Osterode als Kreis-Bauinspektor angestellt und später nach Halle an der Saale versetzt, wo er für Bausachen der Universität, der Strafanstalten und der Franckeschen Stiftung zuständig war. 1901 wurde er zum Regierungs- und Baurat ernannt und der deutschen Botschaft in Paris als technisches Mitglied zugeteilt. Dort war er an der Wiederherstellung des Botschaftsgebäudes, des ehemaligen Palais Beauharnais, beteiligt. Die Zeit an der Botschaft machte es ihm möglich, oft das Land zu bereisen und die Kunstwerke zu studieren. 1903 wurde er nach Münster versetzt und 1904 nach Hannover. 1918 übernahm er die Schriftleitung der Zeitschrift Bauamt und Gemeindebau, trat 1921 als Geheimer Baurat in den Ruhestand und wurde 1922 zum Oberbaurat ernannt.

## Ehrungen
- 1886: Roter Adlerorden IV. Klasse[13]
- 1911: Königlicher Kronenorden III. Klasse[14]

## Bauten
- 1885: Anbauten an die „Neue Charité“ in Berlin (Bauleitung zusammen mit Heinrich Klutmann).[15]
- 1888: Kinderkrankenhaus der Charité in Berlin (beteiligt an der Ausarbeitung des Entwurfs von Heinrich Klutmann und Bauleitung)[16]
- 1889: Umbau des Hauses Leipziger Platz 11 in Berlin (ehemaliges Biersches Haus) für das preußische Staatsministerium (Bauausführung nach Entwurf von Max Spitta)[17]
- 1904: Umbau des Hoftheaters in Hannover (beteiligt als hochbautechnischer Referent der Regierung)[18]
- 1900–1903: Neubau eines  zweiten Auditorien- und Seminargebäudes für die Universität in Halle (seit 1911 als Melanchthonianum bezeichnet;  beteiligt an der Bauausführung)[19]
- 1904–1906: Progymnasium in Nienburg a. d. Weser (Oberaufsicht bei der Ausführung)[20]
- 1906–1909: Chemische Institute der Technischen Hochschule in Hannover (Aufsicht über Entwurfsbearbeitung und Bauleitung)[21]
- 1907–1911: Gerichtsgebäude in Hannover (Bearbeitung des Entwurfs von Paul Thoemer und Leitung der Ausführung)[22]

## Publikationen
- Über Flugaschen-Belästigung bei Braunkohlenfeuerung in größeren Betrieben. In: Zentralblatt der Bauverwaltung, 20. Jahrgang 1900, S. 265. (Digitalisat, zuletzt abgerufen am 1. November 2022)
- Von der diesjährigen Pariser Frühjahrsausstellung. In: Zentralblatt der Bauverwaltung, 21. Jahrgang 1901, S. 493–496. (Digitalisat, zuletzt abgerufen am 1. November 2022)
- Von der Porcellan-Manufactur in Sèvres. In: Zentralblatt der Bauverwaltung, 22. Jahrgang 1902, S. 514–516. (Digitalisat, zuletzt abgerufen am 1. November 2022)
- Fachwerkbauten in der Normandie. In: Zentralblatt der Bauverwaltung, 22. Jahrgang 1902, S. 361–362, 373–374. (Digitalisat, zuletzt abgerufen am 1. November 2022)
- Internationaler Wettbewerb für ein Stadthaus in Durban (Natal). In: Zentralblatt der Bauverwaltung, 22. Jahrgang 1902, S. 572.(Digitalisat, zuletzt abgerufen am 1. November 2022)
- Die Umgestaltung des Marsfeldes in Paris. In: Zentralblatt der Bauverwaltung, 23. Jahrgang 1903, S. 65. (Digitalisat, zuletzt abgerufen am 1. November 2022)
- Für Studienreisende in Frankreich. In: Zentralblatt der Bauverwaltung, 23. Jahrgang 1903, S. 108–109. (Digitalisat, zuletzt abgerufen am 1. November 202
- Ausführung von Neubauten innerhalb einer Schutzumhüll2)ung. In: Zentralblatt der Bauverwaltung, 23. Jahrgang 1903, S. 162. (Digitalisat, zuletzt abgerufen am 1. November 2022)
- Der Park Monceau in Paris als Vorbild für die Erhaltung von Erholungsanlagen inmitten der städtischen Bebauung. In: Zentralblatt der Bauverwaltung, 23. Jahrgang 1903, S. 293. (Digitalisat, zuletzt abgerufen am 1. November 2022)
- Ein Denkmal für den Architekten Charles Garnier. In: Zentralblatt der Bauverwaltung, 23. Jahrgang 1903, S. 388. (Digitalisat, zuletzt abgerufen am 1. November 2022)